# M.V. Frunze militärhögskola
M.V. Frunze militärhögskola (ryska: Военная академия имени М.В. Фрунзе: Vojennaja akademija imeni M.V. Frunze) var en militärhögskola för de sovjetiska och senare de ryska väpnade styrkorna.

## Historik
M.V. Frunze militärhögskola grundades 1918 för att utbilda officerare för den nybildade Röda armén och var en av de mest prestigefyllda militära utbildningsinstitutionerna i Sovjetunionen. Först med namnet Röda Arméns militärhögskola, som tog en liknande roll som sin förrevolutionära föregångare, Kejserliga Nikolajevska militärhögskolan. Den döptes sedan om till Frunzeakademien 1925 för att efter hans död hedra Michail Frunze, som hade varit kommendant för militärhögskolan.
År 1998 slogs M.V. Frunze militärhögskola och Malinovskij pansarmilitärhögskola samman till Krigsmaktens kombinerade vapenslags militärhögskola. 